# Krásna Lúka
Krásna Lúka (bis 1948 slowakisch „Šenviz“; deutsch Schönwies, ungarisch Széprét – bis 1907 Schönviz) ist eine Gemeinde im Osten der Slowakei mit 647 Einwohnern (Stand 31. Dezember 2024). Sie gehört zum Okres Sabinov, einem Kreis des Prešovský kraj, sowie zur traditionellen Landschaft Šariš.

## Geographie

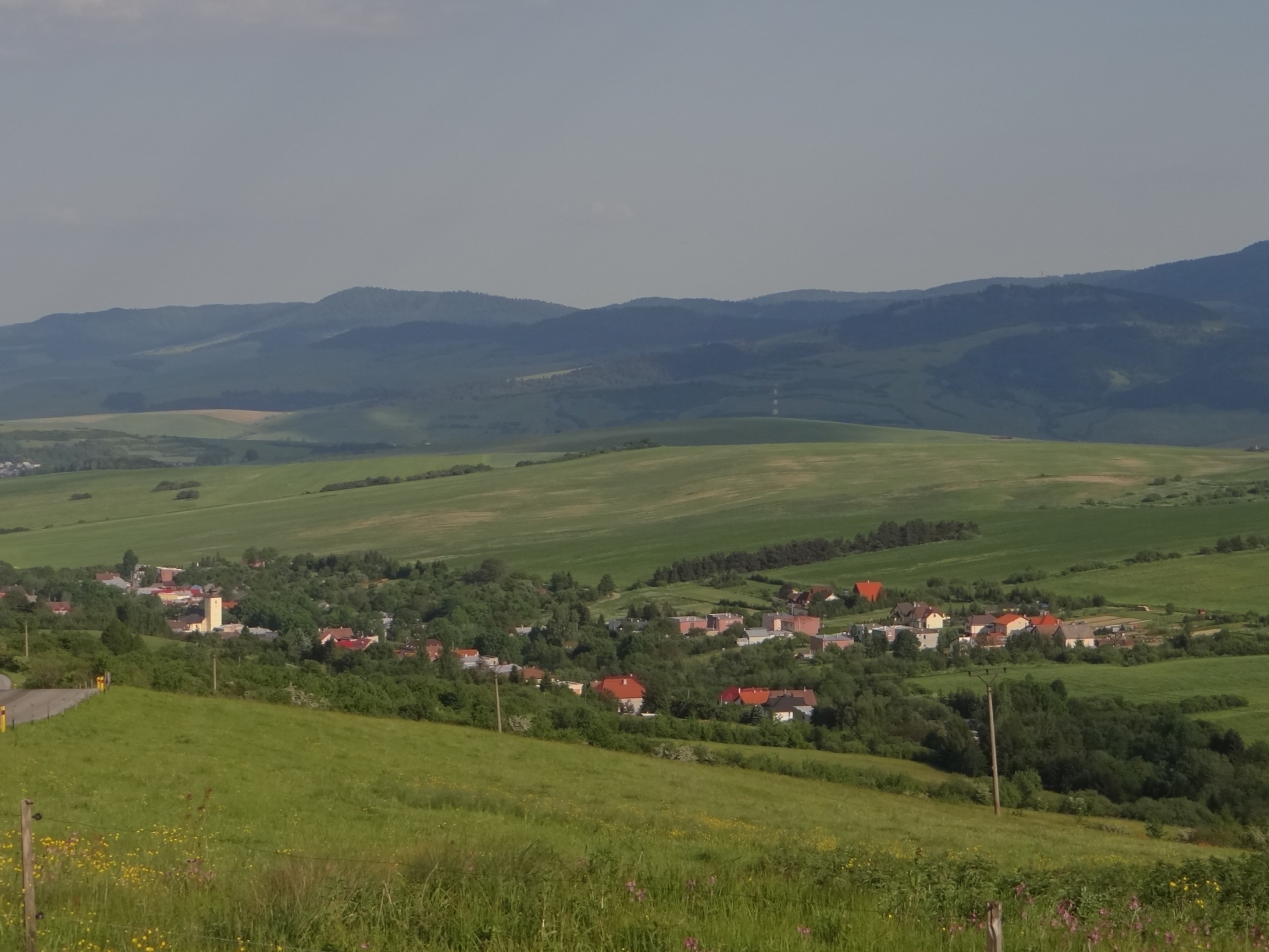
Krásna Lúka mit umliegender Landschaft

Die Gemeinde befindet sich im Nordostteil der Leutschauer Berge im Tal des Kučmanovský potok im Einzugsgebiet der Torysa. Das Ortszentrum liegt auf einer Höhe von 555 m n.m. und ist 13,5 Kilometer von Lipany sowie 25 Kilometer von Sabinov entfernt.
Nachbargemeinden sind Bajerovce im Westen und Norden, Oľšov im Nordosten, Šarišské Dravce im Osten und Südosten und Poloma im Süden.

## Geschichte

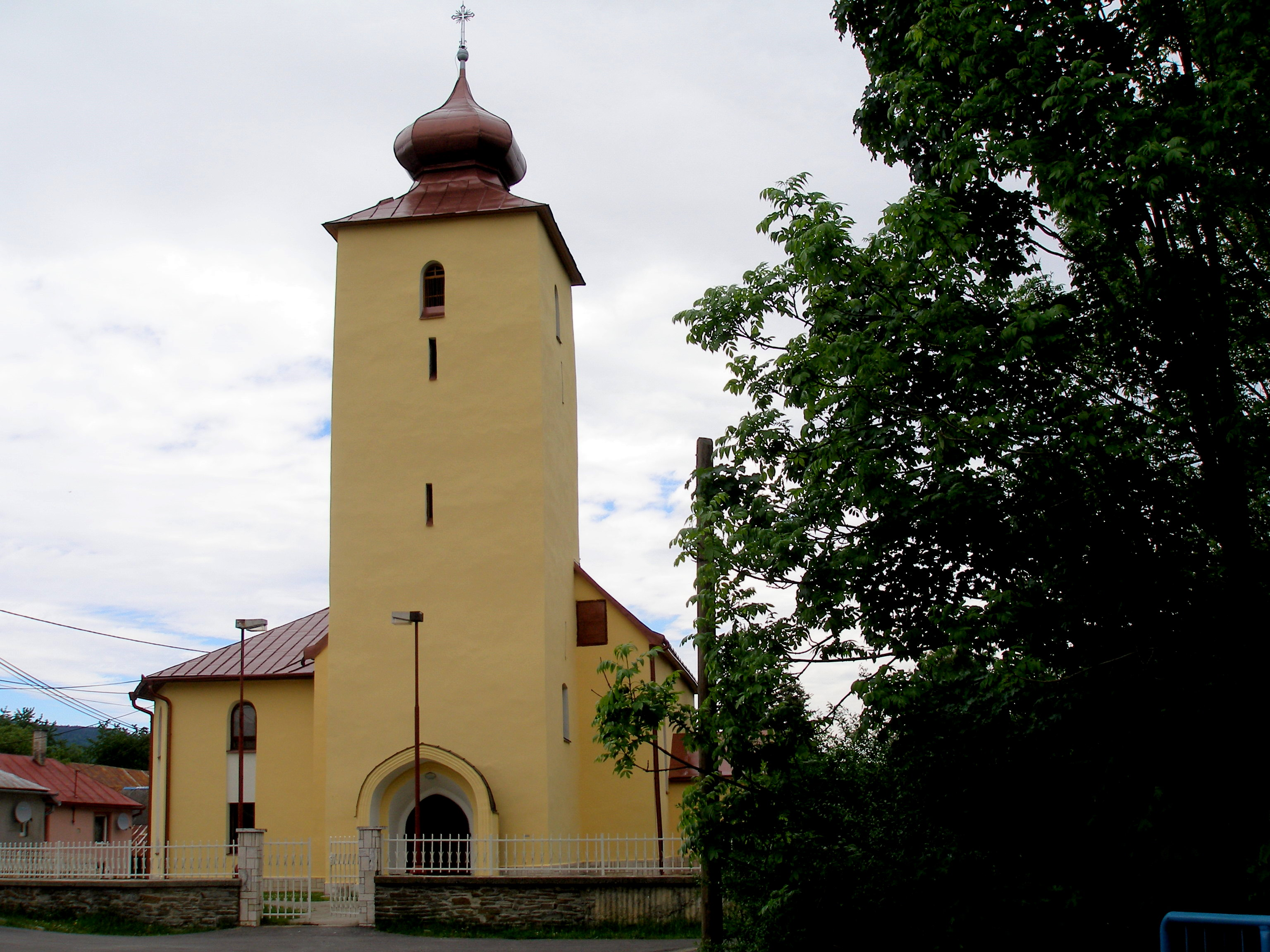
Martinskirche im Ort

Die Ortskirche als solche wurde 1295 gebaut, erwähnt wurde der Ort aber erst 1329 als Pfarrei Sonwyz, als Teil des Herrschaftsguts von Torysa. Gegen Ende des 13. Jahrhunderts kamen deutsche Ostsiedler in das Dorf und waren als Landwirte, Viehhalter, aber auch als Handwerker beschäftigt. Vom 16. Jahrhundert bis 1848 lag Schönwies im Herrschaftsgebiet der Burg Plaveč. 1600 gab es hier 24 bewohnte Häuser. Im 17. und 18. Jahrhundert wurde die Bevölkerung allmählich slowakisiert, so dass es 1778 nur noch zwei deutschsprachige Familien gab. 1828 zählte man 60 Häuser und 474 Einwohner.
Bis 1918 gehörte der im Komitat Scharosch liegende Ort zum Königreich Ungarn und kam danach zur Tschechoslowakei beziehungsweise heute Slowakei.

## Bevölkerung
| Jahr                | 1994 | 2004    | 2014    | 2024    |
| ------------------- | ---- | ------- | ------- | ------- |
| Anzahl der Personen | 692  | 743     | 705     | 647     |
| Unterschied         |      | +7,36 % | −5,11 % | −8,22 % |

| Jahr                | 2023 | 2024    |
| ------------------- | ---- | ------- |
| Anzahl der Personen | 640  | 647     |
| Unterschied         |      | +1,09 % |

Nach der Volkszählung 2011 wohnten in Krásna Lúka 727 Einwohner, davon 714 Slowaken, vier Russinen und zwei Ukrainer. Sieben Einwohner machten keine Angabe zur Ethnie.
701 Einwohner bekannten sich zur römisch-katholischen Kirche und 14 Einwohner zur griechisch-katholischen Kirche. Ein Einwohner war konfessionslos und bei 11 Einwohnern wurde die Konfession nicht ermittelt.

## Baudenkmäler
- römisch-katholische Martinskirche aus dem Jahr 1295, ursprünglich im frühgotischen Stil gestaltet, in der zweiten Hälfte des 19. Jahrhunderts umgebaut und nach 1722 barockisiert. Im Hauptaltar befinden sich spätgotische Plastiken aus dem Kreis von Paul von Leutschau.